# Волынский, Пётр Артемьевич
Пётр Артемьевич Волынский (ум. 1714) — стольник, голова и воевода из древнего дворянского рода Волынских.
Сын воеводы Артемия Степановича Волынского и Федоры Васильевны урожденная княжна Львова.

## Биография
Стряпчий. В декабре 1671 года стольник, при приёме польского посла был рындой в белом платье. В декабре 1673 года при приёме шведского посла, на параде был головою у третьей сотни стряпчих. В 1674 году рында в белом платье при приёме шведского посла. На параде в январе 1675 года при приёме кизилбашского посла был головою у сотни стряпчих. В 1679 году в походе с государем Фёдором Алексеевичем. Подал в 1686 году вместе с сыном Михаилом в палату Родословных дел поколенную роспись Волынских и расписался на ней. Позже судья московского Судного приказа, а также казанский воевода.
Умер в ноябре 1714 года.

## Семья
Женат дважды:
1. Федосья Яковлевна урождённая Хрущёва — дочь Якова Андреевича Хрущёва, в приданое дано имение в Тульском уезде.
2. Евдокия Фёдоровна урождённая Головленкова — в 1-м браке была за окольничим князем Засекиным Иваном Ивановичем.

Дети:
- Волынский Иван Петрович — стольник, умер в 1696 году.
- Волынский Михаил Петрович — стольник, подал роспись дворян Волынских.
- Волынский Артемий Петрович — кабинет-министр Анны Иоанновны[2].